# Мимодрама
Мимодрама је драма која се изводи без речи, само помоћу фацијалне експресије - пантомиме. Може се изводити уз музичку пратњу или без ње.
Термин мимодрама се први пут користи у Cirque Olympique у Паризу који су основали браћа Лорент Франкони (1776—1849) и Хенри Франкони (1779—1849). Циркушки извођачи су добили дозволу да уз своје индивидуалне преформансе изведу додатне представе у којима су плесали и певали. Џулс Џенин је назвао преформанс "коњаничком драмом". Касније су новонасталу форму преузели други циркуси и театри у свету попут Ешлијевог амфитеатра у Лондону, Краљевског позоришта у Берлину и многи други.
Марсел Марсо је основао Међународну школу мимодраме (фр. École Internationale de Mimodrame) у Паризу 1978. године и у њој су се људи обучавали за извођење пантомиме, мимодраме, драме, класичног плеса, али се предавало и мачевање.